# Kongijski Ruch na rzecz Demokracji i Rozwoju Integralnego
Kongijski Ruch na rzecz Demokracji i Rozwoju Integralnego (fr. Mouvement congolais pour la démocratie et le développement intégral MCDDI) – kongijska partia polityczna, jedna z większych partii opozycyjnych (wobec rządu Kongijskiej Partii Pracy) w Zgromadzeniu Narodowym oraz w Senacie.

## Historia
Partia została założona z inicjatywy byłego sekretarza stanu w ministerstwie spraw zagranicznych – Bernarda Kolélasa, w 1989 roku (w sposób nieoficjalny), natomiast formalną działalność rozpoczęła dopiero w 1990 roku, po zalegalizowaniu pluralizmu politycznego.

### Wybory prezydenckie i parlamentarne w 1992 roku
W wyborach parlamentarnych w 1992 roku partia uzyskała 29 miejsc w Zgromadzeniu Narodowym oraz 13 w Senacie. Najlepsze wyniki partia uzyskała w departamencie Pool oraz w stolicy kraju – Brazzaville. W wyborach prezydenckich w sierpniu tegoż roku, kandydatem partii był jej lider – Bernard Kolelas. W pierwszej turze zajął drugie miejsce z wynikiem 20.37% (159 682 głosów), przechodząc tym samym do drugiej tury, w której uległ reprezentantowi Panafrykańskiego Związku na rzecz Demokracji Społecznej (UPADS) – Pascalowi Lissoubie. Uzyskał wówczas 38.68% (319 396 głosów). Po wyborach partia utworzyła koalicję z 7 partiami (w tym m.in. z Kongijską Partią Pracy) wraz z którą przeprowadziła udane wotum nieufności wobec rządu premiera UPADS – Stéphane Maurice Bongho-Nouarra, w wyniku czego wraz ze swoim gabinetem podał się do dymisji, a 17 listopada prezydent Pascal Lissouba rozwiązał parlament powodując tym samym przyspieszone wybory. W wyborach samorządowych partia uzyskała 30% głosów w całym kraju. Od 1991 do 1994 roku partia stanowiła opozycję do większościowej partii Lissouby – Panafrykańskiego Związku na rzecz Demokracji Społecznej.

### Wybory parlamentarne w 1993 roku
W przyspieszonych wyborach w 1993 roku partia uzyskała 28 miejsc w Zgromadzeniu Narodowym. Opozycja URC-PCT kierowana przez Kolelasa oprotestowała wynik wyborów. 29 czerwca Sąd Najwyższy uznał iż wybory odbyły się w sposób nieprawidłowy. 4 sierpnia zadecydowano o powtórzeniu głosowania. Ponowne wybory odbyły się 3 i 6 października, koalicja URD-PCT zdobyła wówczas łącznie 58 miejsc.
W styczniu 1994 wojsko zablokowało jedną z dzielnic Brazzaville – Bacongo, w której mieszkał Kolélas. W jego domu znajdowała się także siedziba powołanej przez niego milicji Ninja. Zbrojną konfrontacje przerwało porozumienie z 30 stycznia 1994. W czerwcu 1994 roku doszło do publicznego pojednania pomiędzy Lissoubą, a Kolelasem. W lipcu 1994 roku Bernard Kolélas został powołany na stanowisku burmistrza Brazzaville.

### Kryzys w 1997 roku
8 września 1997 roku, podczas wojny domowej, Kolelas został zaprzysiężony na urząd premiera. 14 października, w wyniku przejęcia Brazzaville przez rebeliantów Sassou-Nguesso oraz wspierających ich sił Angoli, liderzy UPADS i MCDDI oraz ich sprzymierzeńcy zostali zmuszeni do ucieczki z kraju. W wyniku poprzednich wydarzeń oraz toczących się walkach w departamencie Pool (w którym poprzednio wygrywała MCDDI), w wyborach parlamentarnych w 2002 roku partia nie uzyskała żadnych mandatów. 

### Koalicja z PCT
24 kwietnia 2007 roku Kolelas, w imieniu MCDDI, podpisał porozumienie wyborcze z Kongijską Partią Pracy. W wyborach parlamentarnych w 2007 roku partia, startując w koalicji z PCT, uzyskała 11 mandatów w Zgromadzeniu Narodowym (stając się tym samym drugą pod względem wielkości partią, spośród 16 koalicyjnych ugrupowań). Do Zgromadzenia dostali się m.in. lider partii oraz jego syn – Guy Brice Parfait Kolélas. Pierwszą sesję Zgromadzenia otworzył lider MCDDI, jako najstarszy spośród deputowanych, z kolei członek MCDDI – Bernard Tchibambelela został wybrany drugim wiceprzewodniczącym Zgromadzenia. W wyniku koalicji, w skład nowego rządu premiera Isidore Mvouba weszli członkowie partii: Hellot Mampouya Matson, rzecznik MCDDI (minister ds. badań naukowych i innowacji technologicznych) oraz Guy Brice Parfait Kolélas (minister rybołówstwa). W 2009 roku Guy Kolelas został ministrem służby publicznej i reformy państwa. 13 listopada 2009 roku zmarł ówczesny lider i założyciel partii Bernard Kolélas. 23 stycznia 2010 roku, pod przewodnictwem Guy Kolelasa, odbyło się posiedzenie komitetu wykonawczego MCDDI, na którym to wybrano Kolelasa na tymczasowego przewodniczącego partii.
W wyborach parlamentarnych w 2012 roku partia uzyskała 7 mandatów. W czerwcu 2014 roku Guy Brice Parfait Kolélas publicznie skrytykował sojusz MCDDI z PCT, wskazując na niedotrzymanie przez Kongijską Partię Pracy warunków umowy. Jednocześnie zaznaczył iż nie będzie wycofywał umowy koalicyjnej.
W wyborach prezydenckich w 2016 roku partia zdecydowała się wystartować oddzielnie. Zgodnie z wnioskami, które wpłynęły Sądu Konstytucyjnego, kandydatem partii w wyborach miał być Guy Brice Parfait Kolelas. Ostatecznie uplasował się na drugim miejscu z wynikiem 15,04% (209 632 głosów).
W wyborach parlamentarnych w 2017 roku partia nie uzyskała mandatów w Zgromadzeniu Narodowym, uzyskała natomiast 1 mandat w Senacie.

## Poparcie w wyborach

### Wybory do Zgromadzenia Narodowego
| Wybory | Mandaty | +/− | Rząd     |
| ------ | ------- | --- | -------- |
| 1992   | 29/125  | –   | Opozycja |
| 1993   | 28/114  | 1   | Opozycja |
| 2002   | 0/137   | 28  | Opozycja |
| 2007   | 11/137  | 11  | Rząd     |
| 2012   | 7/137   | 4   | Rząd     |
| 2017   | 0/151   | 7   | Opozycja |
| 2022   | 1/151   | 1   | Opozycja |

### Wybory do Senatu
| Wybory | Mandaty | +/− | Rząd     |
| ------ | ------- | --- | -------- |
| 1992   | 13/60   | –   | Opozycja |
| 2017   | 1/72    | –   | Opozycja |

### Wybory prezydenckie
| Wybory | Kandydat                  | Głosów  | %      | Wynik     |
| ------ | ------------------------- | ------- | ------ | --------- |
| 1992   | Bernard Kolélas           | 319 396 | 38.68% | Przegrana |
| 2016   | Guy Brice Parfait Kolélas | 209 632 | 15,04% | Przegrana |